# Sam Dalrymple
Samuel Hugh Dalrymple, detto Sam (Filadelfia, 22 gennaio 1901 – Norristown, 2 gennaio 1981), è stato un calciatore statunitense, di ruolo attaccante.

## Carriera

### Club
Ha sempre giocato nel campionato statunitense.

### Nazionale
Ha partecipato alle Olimpiadi del 1924.